# Гімн кримських татар
Як гімн кримськотатарського народу (крим. Qırımtatar milliy gimni) 30 червня 1991 Курултаєм була затверджена пісня Ant Etkenmen (Я Присягнувся). Автор слів і музики Номан Челебіджіхан. Спочатку вірш був написаний Челебіджіханом на його рідному ногайському діалекті кримськотатарської мови, зараз же використовується варіант, підкорегований з метою наближення мови до літературної.

## Ant Etkenmen

### Сучасний варіант латинкою
Ant etkenmen, milletimniñ yarasını sarmağa,
Nasıl olsun bu zavallı qardaşlarım çürüsin?
Onlar içün ökünmesem, qayğırmasam, yaşasam,
Yüregimde qara qanlar qaynamasın, qurusın.
Ant etkenmen, şu qaranğı yurtqa şavle sepmege,
Nasıl olsun eki qardaş bir-birini kör'mesin?
Bunı körip buvsanmasam, muğaymasam, yanmasam,
Köz'lerimden aqqan yaşlar der'ya-deñiz qan olsun.
Ant etkenmen, söz bergenmen millet içün öl'mege,
Bilip, körip milletimniñ köz' yaşını sil'mege.
Bil'mey, kör'mey biñ yaşasam, Qurultaylı han olsam,
Kene bir kün' mezarcılar kelir meni kömmege.

### Сучасний варіант кирилицею
Ант эткенмен, миллетимнинъ ярасыны сармагъа,
Насыл олсун бу заваллы къардашларым чюрюсин?
Онлар ичюн окюнмесем, къайгъырмасам, яшасам,:
Юрегимде къара къанлар къайнамасын, къурусын.
Ант эткенмен, шу къарангъы юрткъа шавле сепмеге,
Насыл олсун эки къардаш бир-бирини корьмесин?
Буны корип бувсанмасам, мугъаймасам, янмасам,
Козьлеримден акъкъан яшлар дерья-денъиз къан олсун.
Ант эткенмен, сёз бергенмен миллет ичюн ольмеге,
Билип, корип миллетимнинъ козь яшыны сильмеге.
Бильмей, корьмей бинъ яшасам, Къурултайлы хан олсам,
Кене бир күнь мезарджылар келир мени коммеге.

### Оригінал Челебіджихана
Ant etkenmen, milletimniñ carasını sarmağa,
Nasıl bolsın bu zavallı qardaşlarım iñlesin?
Onlar içün ökünmesem, muğaymasam, yaşasam,
Сüregimde qara qanlar qaynamasın, qurısın.
Ant etkenmen, şu qaranğı curtqa şavle sepmege,
Nasıl bolsın eki qardaş bir-birini körmesin?
Bunı körip usanmasam, muğaymasam, canmasam,
Közlerimden aqqan yaşlar derya-deñiz qan bolsın.
Ant etkenmen, söz bergenmen millet içün ölmege,
Bilip, körip milletimniñ közyaşını silmege.
Bilmiy, körmiy biñ yaşasam, Qurultayğa han bolsam,
Kene bir kün mezarcılar kelir meni kömmege.

## Я присягнувся (Переклад)
Я присягнувся перев'язати рани мого народу,
Чому мої бідолашні брати повинні зогнити?
Якщо я заради них не зазнаю образ, не потерпатиму, [а просто] житиму,
Тоді хай чорна кров мого серця не кипітиме, хай висохне!
Я присягнувся принести світло цьому темному краю,
Чому два брата не мають змоги бачити один одного?
Якщо я це побачу й не засумую, не затужу, мені не заболить,
Тоді хай сльози, що течуть з моїх очей, стануть рікою, рікою-морем крові!
Я присягнувся, я дав слово померти за народ,
[Все] знаючи та бачачи, витерти його сльози.
Якби я прожив тисячу років, не знаючи, не бачачи, якби я став ханом Курултаю,
Все одно, одного дня прийдуть гробарі закопати мене.
Переклад гімну кримських татар став темою одного із конкурсів поетичних перекладів на сайті Гоголівська Академія. Декілька варіантів перекладів наведено далі:
Автор перекладу: Галина Михайловська

Я поклявся, мій народе, що зцілю тебе від ран.
Не бур’ян ви, браття милі, - чом зогнити вам дотла?
А не стане в мене духу йти на муку задля вас –
Хай гаряча кров у серці запечеться, мов смола.
Я поклявся, рідний краю, що розсію я туман.
Не сліпі ви, браття любі, - чом у темряві ваш путь?
А якщо про вас забуду, збайдужію я до вас –
Хай мої горючі сльози морем крові потечуть.
Я поклявся, браття рідні, що життя за вас віддам.
Чом би мав я вас зректися, свій порушивши обіт?
Смерть на кожного чекає, свій заносить ятаган  -
Стань хоч ханом Курултаю, проживи хоч сотні літ...

Автор перекладу: Михайло Карповий

Я поклявся кров обмити з ран твоїх, народе мій,
бо чому повинні гнити братчики мої в ярмі?
І якщо в житті спокійнім не терпітиму за них,
кров гаряча до краплини висохне нехай в мені!
Я поклявся світло правди в темний край принести мій,
бо чому не може брата брат побачити в пітьмі?
І якщо від цього горя не болітиме мені,
то нехай наплачу море я кривавими слізьми!
Я поклявся, давши слово за народ померти мій,
втішити його в недолі, сльози витерти рясні.
Бо якщо я навіть ханом буду жити сотні літ,
все одно пора настане в землю полягти мені!

Автор перекладу: Володимир Чернишенко

То моя клятьба – народу перевити струпи ран,
Бо ж чому повинні гнисти мої сестри і брати?
Якщо ж я народу ради крові з серця не віддам,
Хай вона навіки всохне, не шумує без мети.
То моя клятьба – принести світло в мій нужденний край.
Бо ж чому не може бачить брата брат в пітьмі ночей?
Якщо ж я побачу кривду й не здригнуся від ридань,
Хай не сльози – кров рікою потече з моїх очей.
То моя клятьба – померти за народ, моя клятьба.
Я ж бо бачу, я ж бо знаю, сльози їм з очей зітру.
Хоч би й ханом Курултаю, став без зору і знаття –
Все одно черва поточить коли врешті я помру.